# Carl Gustaf von Rosen
Greve Carl Gustaf Ericsson von Rosen (født 19. august 1909 i Helgesta i Södermanland i Sverige, død 13. juli 1977) var en svensk flypioner, søn af opdageren Eric von Rosen (1879–1948) og nevø af Carin Göring, der var gift med Hermann Göring.
Han var interesseret i mekanik og blev i en tidlig alder fascineret af flyvemaskiner, også gennem Hermann Göring, som var  flyver-es under 1. verdenskrig og senere leder af Luftwaffe. Von Rosens egen karriere inden for flyvning startede som mekaniker og derefter som pilot i et rejsende flyvecirkus, hvor han blev en dreven kunstflyver, hvilket kom ham til gode senere i livet.  
Da italienerne under Mussolini angreb det uafhængige Etiopien, sluttede von Rosen sig til en hjælpemission, som fløj mad og forsyninger for Røde Kors. Han overlevede adskillige angreb fra det italienske luftvåben foruden barske forhold på jorden. 
Efter at være kommet tilbage fra krigen i Etiopien tog han til Holland som pilot ved KLM, det første offentlige luftfartsselskab i verden og blev en af deres bedste piloter. Han giftede sig med en hollandsk kvinde, men deres lykke sluttede med udbruddet af 2. verdenskrig. Da Sovjetunionen invaderede Finland i Vinterkrigen, sagde von Rosen sit job op og blev pilot på et finsk bombefly i stedet. Et år senere, da tyskerne angreb Holland, tog von Rosen til England og ansøgte om at måtte gøre tjeneste i RAF, men blev afvist på grund af hans familierelationer til Hermann Göring. Von Rosens hollandske kone gik ind i modstandsbevægelsen og blev dræbt under krigen, mens Carl Gustaf fortsatte med at flyve for KLM på den farlige rute mellem London og Lissabon.
Efter krigen tilbragte von Rosen en årrække i Etiopien som instruktør for det kejserlige etiopiske luftvåben. Han blev derefter pilot for FN's 2. generalsekretær, Dag Hammarskjöld. Hammarskjöld blev dræbt ved et flystyrt, mens han mæglede i Congo, mens von Rosen var syg og ikke kunne flyve. 
Von Rosens involvering i Afrika sluttede ikke med krisen i Congo. Han fik international berømmelse syv år senere, da han fløj nødhjælp ind i Biafra, en udbryderrepublik fra Nigeria. Forarget over de lidelser, som den nigerianske regering påførte biafranerne og den stadige chikane af nødhjælpsflyvningerne fra det nigerianske luftvåben, udklækkede han en plan i samarbejde med den franske efterretningstjeneste om at slå tilbage. Han importerede fem små civile enmotorers Saab fly Malmö MFI-9, som han vidste oprindelig var blevet designet til at angribe mål på jorden i krig. Han fik flyene malet i camouflagefarver, udstyret med raketter og dannede sammen med en gruppe venner en eskadrille, som de kaldte 'Babies of Biafra', der bombede flyvepladser, hvorfra det nigerianske luftvåben fløj angreb mod civilbefolkningen i Biafra. Den 22. maj 1969 og i de følgende dage gennemførte von Rosen og hans fem fly angreb på lufthavne ved Port Harcourt, Enungu og andre mindre lufthavne. Nigerianerne blev fuldstændig taget på sengen og et antal dyre jetfly, herunder nogle MIG-17 jagere og tre ud af deres seks Ilyushin Il-28 bombefly blev ødelagt på jorden.
Sidste gang, grev von Rosen kom i aktion i Afrika, var i 1977 under Ogadenkrigen mellem Etiopien og Somalia. Han fløj igen nødhjælp til flygtninge. Han blev dræbt på jorden den 13. juli 1977 ved et pludseligt somalisk guerrillaangreb nær Gode.